# Take Me Home (canción de Jess Glynne)
«Take Me Home» es una canción de la artista inglesa Jess Glynne. Fue lanzado como el quinto sencillo de su álbum debut, I Cry When I Laugh, el 3 de noviembre de 2015. Un video musical de la canción fue lanzada en la página de Facebook de Glynne, el 30 de octubre. "Take Me Home" ha alcanzó su punto máximo en el número 4 en los sencillos Chart escocesas, así como el número 6 en la lista de singles del Reino Unido y es también la BBC Children in Need única de 2015.

## Vídeo musical
El vídeo musical oficial de la canción, que dura cuatro minutos y treinta y tres segundos, fue puesto en la página de Facebook de Glynne el 30 de octubre de 2015. Se le dio la calificación de un socio de los 15 en YouTube. Descrito como ambos "íntima" y "potente" el video muestra varias escenas de Glynne desnuda, cantando a la cámara y curvándose en una silla. Glynne comentó sobre el lanzamiento del video, diciendo "Por fin ... te puedo mostrar todo el video de" Take Me Home "-. Estoy muy contenta y nerviosa porque finalmente acabé. Esto es una canción acerca de la necesidad de tener a alguien que le importa cuando usted está en su más vulnerables momentos. es una canción emocional para mí y tengo que admitir que me hizo llorar a filmar el video, no porque yo estaba triste, pero porque estaba tan agradecida de haber tenido a alguien para que me fuera de la agujero oscuro en el que estaba."

## Lista de sencillos
| CD single y descarga digital |                                                     |          |  |
| N.º                          | Título                                              | Duración |  |
| 1.                           | «"Take Me Home (BBC Children In Need 2015 Single)"» | 3:29     |  |
| 3:29                         |                                                     |          |  |

| Descarga digital |                                 |          |  |
| N.º              | Título                          | Duración |  |
| 1.               | «"Take Me Home" (Tiësto Remix)» | 5:15     |  |
| 5:15             |                                 |          |  |

| Descarga digital |                                               |          |  |
| N.º              | Título                                        | Duración |  |
| 1.               | «"Take Me Home" (featuring Anthony Hamilton)» | 4:23     |  |
| 4:23             |                                               |          |  |

## Listas y certificaciones

### Listas semanales
| Listas (2015)                               | Posiciones |
| ------------------------------------------- | ---------- |
| Australia (ARIA) Tiësto remix               | 98         |
| Bélgica (Flandes) (Ultratip Bubbling Under) | 34         |
| Bélgica (Valonia) (Ultratip Bubbling Under) | 13         |
| Irlanda (IRMA)                              | 10         |
| Italia (FIMI)                               | 27         |
| Escocia (Scottish Singles Sales Chart)      | 4          |
| Eslovaquia (Rádio Top 100)                  | 32         |
| Suiza (Schweizer Hitparade)                 | 52         |
| Reino Unido (UK Singles Chart)              | 6          |

## Fecha de lanzamiento
| Región      | Fecha                   | Discográfica | Formato          |
| ----------- | ----------------------- | ------------ | ---------------- |
| Reino Unido | 3 de noviembre de 2015  | Atlántic     | Descarga digital |
| Reino Unido | 13 de noviembre de 2015 | Atlántic     | CD solo          |